# Wolf-Hendrik Beyer
Wolf-Hendrik Paul Beyer (ur. 14 lutego 1972 w Düsseldorfie) – niemiecki lekkoatleta specjalizujący się w skoku wzwyż, uczestnik letnich igrzysk olimpijskich w Barcelonie (1992).

## Sukcesy sportowe
- czterokrotny medalista mistrzostw Niemiec w skoku wzwyż – trzykrotnie złoty (1993, 1994, 1995) oraz srebrny (1992)[1]
- trzykrotny medalista halowych mistrzostw Niemiec w skoku wzwyż – złoty (1994) oraz dwukrotnie srebrny (1992, 1993)[2]

| Rok  | Miasto  | Zawody                    | Konkurencja | Wynik         |
| ---- | ------- | ------------------------- | ----------- | ------------- |
| 1993 | Toronto | Halowe mistrzostwa świata | skok wzwyż  | 7. miejsce    |
| 1994 | Paryż   | Halowe mistrzostwa Europy | skok wzwyż  | brązowy medal |

## Rekordy życiowe
- skok wzwyż (stadion) – 2,33 – Duisburg 11/07/1993
- skok wzwyż (hala) – 2,38 – Weinheim 18/03/1994